# Kamsdorf

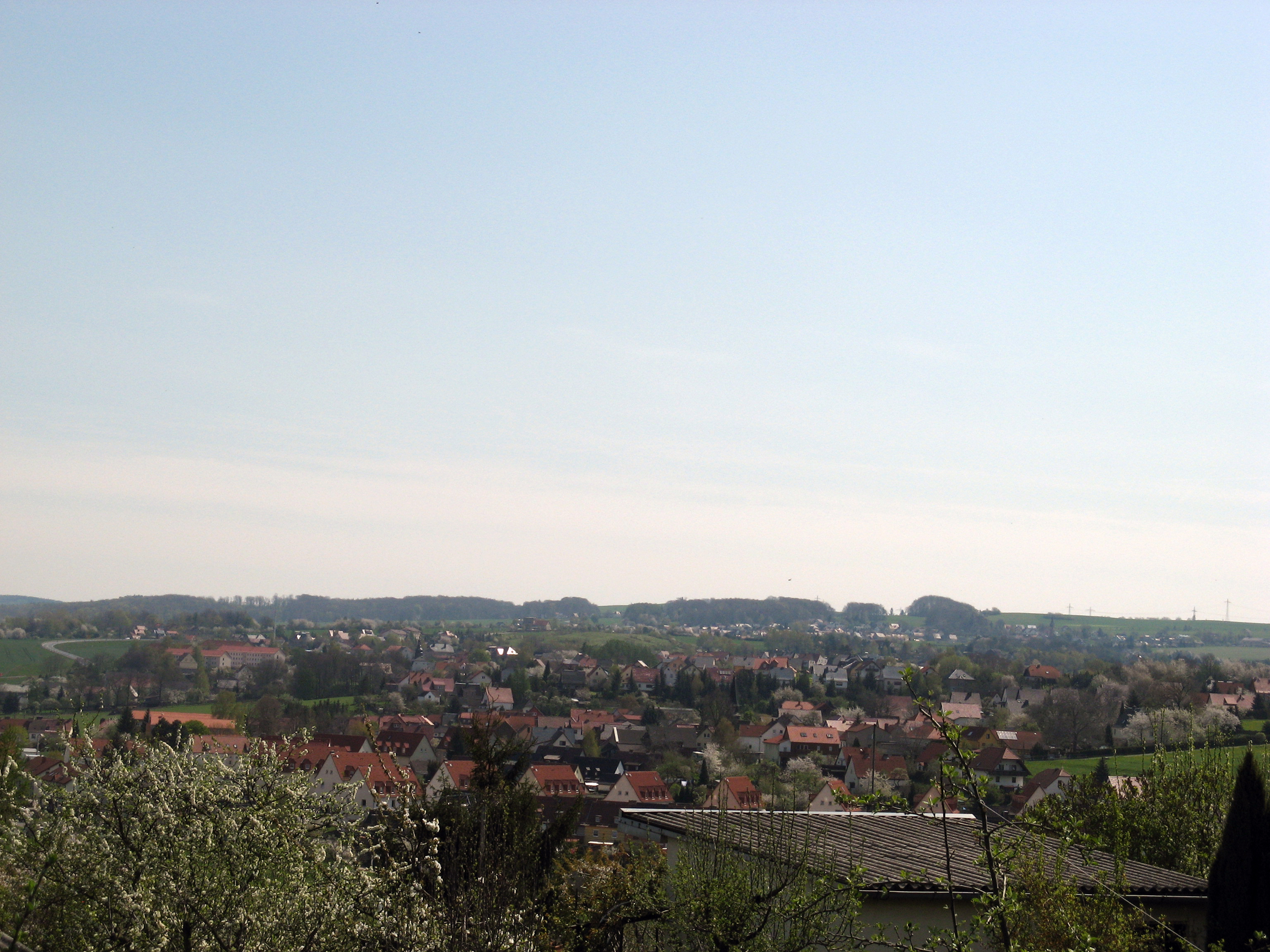
Blick auf Kamsdorf

Kamsdorf ist ein Ortsteil der Gemeinde Unterwellenborn im Landkreis Saalfeld-Rudolstadt in Thüringen.

## Geografie
Kamsdorf liegt am Ostrand des Thüringer Schiefergebirges. Die Kreisstadt Saalfeld/Saale ist ca. 8 km entfernt. Nur wenige Kilometer entfernt befindet sich auch das Naherholungsgebiet des Hohenwartestausees.

### Nachbarorte
Angrenzend sind Unterwellenborn im Norden, dessen Ortsteile Könitz im Osten und Goßwitz im Südosten, Kaulsdorf im Süden, sowie die Stadt Saalfeld im Westen.

### Ortsgliederung
Kamsdorf gliedert sich in zwei Ortsteile:
- Kleinkamsdorf
- Großkamsdorf

### Klima
Kamsdorf ist kontinental geprägt und befindet sich in der Region des Mitteldeutschen Berg- und Hügellandklimas.

## Geschichte
Kamsdorf ist seit seiner Gründung im 14. Jahrhundert bäuerlich geprägt. Wie aus alten Schriften zu entnehmen ist, erscheint Kleinkamsdorf im Jahr 1349 zum ersten Mal als „minori Kamsdorf“. Großkamsdorf hingegen wird 1381 erstmalig auf einer schwarzburgischen Urkunde als „großen Kampstorff“ erwähnt.
Die slawischen Einwanderer, bestehend aus Bauern, Viehzüchtern, Fischern, Imkern und Jägern, gründeten den Ort auf einer Freilandschaft in der Nähe des Roten Berges, wo sie hervorragende Bedingungen vorfanden. Die ursprüngliche Bewirtschaftungsform war die Blockflur, die Felder wurden im Wesentlichen gemeinschaftlich bewirtschaftet. Bedeutender Sohn des Ortes war der 1779 geborene Bergbaupionier und Erfinder der Kohlenwäsche, Ernst Friedrich Wilhelm Lindig.

### Bergbau

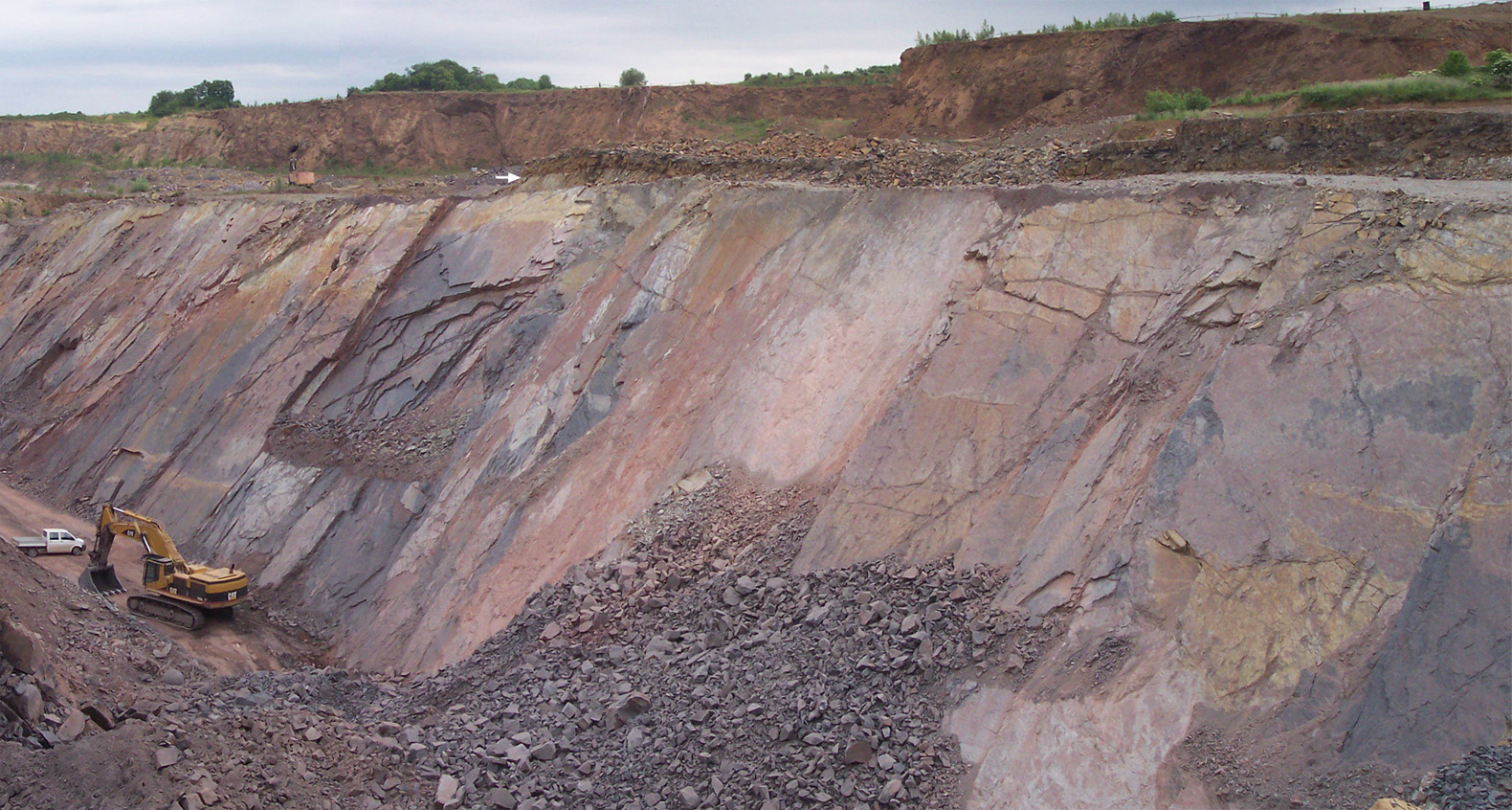
Teilansicht des Großtagebaus Kamsdorf

Wichtigster Wirtschaftszweig über die Jahrhunderte war der Bergbau. Bereits in der Bronzezeit wurden in Kamsdorf Erze verarbeitet, wie archäologische Funde belegen. Erste urkundliche Erwähnung fand der Bergbau im 15. Jahrhundert mit der Grube „Neidhammel“. Der untertägige Abbau wurde in den 1960er Jahren eingestellt. Abgebaut wurden zunächst Kupfererze und silberhaltige Fahlerze sowie Eisenerz. Zuletzt wurde eisenschüssiger Zechsteinkalk als Zuschlagstoff für die Hüttenindustrie abgebaut. Bis heute wird im Großtagebau Kamsdorf Kalkstein und Grauwacke als Schotter gewonnen.

### Ortsgründung und Namensgebung
Zum ersten Mal urkundlich erscheint Kleinkamsdorf 1349 als „minori Kamsdorf“ im Lehnbuch Friedrich des Strengen: „Item Theodericus, Giselbertus et Heinricus fratres dicti Butener molendinum ante civitatem Salvelt [...], item advocaciam super bonis suis in minori Kamsdorf“.
Der Ort Großkamsdorf findet sich 1381 in einer schwarzburgischen Urkunde als „großen Kampstorff“ wieder.
Besiedelt wurde die Gegend um Kamsdorf vermutlich schon in der Altsteinzeit vor ca. 80.000 Jahren, was ältere Bodenfunde beweisen.
Ab dem 6. Jh. besiedelten die Sorben das Gebiet und wurden sesshaft. Wie üblich wurde die Siedlung als Straßendorf errichtet und in Hufe eingeteilt.
Die Gründung von Großkamsdorf ist auf besitzlose einheimische Bauernsöhne und einige Zuwanderer zurückzuführen. Um die Orte in ihrem Namen zu unterscheiden, setzte man, wie damals üblich, die Vorsilbe „Klein-“ oder „Wenigen-“ vor den alten Ortsnamen. So entstanden die Namen Kleinkamsdorf bzw. Wenigenkamsdorf.
Der Name „Kamsdorf“ ist zurückzuführen auf das slawische „kam(en)“, was so viel wie „Stein“ oder „steinig“ bedeutet.

### Besitzverhältnisse und Kriege im Mittelalter
Da Klein- und Großkamsdorf von jeher eng mit Ranis verbunden waren, wurden sie seit dem 12. Jh. als Teil des von dort aus verwalteten und regierten Besitzes angesehen.
Um 1418 begannen beide Orte, sich zusammen mit Goßwitz aus einem relativ geschlossenen Verwaltungsbezirk herauszulösen und bekamen Exklavencharakter. Sie wurden Teil der wettinischen Pflege (Amt) Ranis. 1465 bekam Heinrich von Brandenstein das Amt Ranis von seinem Schwager Herzog Wilhelm III. geschenkt.
Bauernkrieg 1524–1525
Auch wenn keine konkreten schriftlichen Überlieferungen zu finden sind, ist dennoch anzunehmen, dass sich auch die Bauern aus Kamsdorf an den Kämpfen des Bauernkrieges beteiligten. Die immer höher werdenden Lebensansprüche der Fronherren sowie die in Thüringen praktizierte Realteilung machten es den Bauern nahezu unmöglich, die stetig steigenden Zins- und Fronpflichten zu tilgen. Weiteren Zündstoff brachte Martin Luther mit seiner Denkschrift „Von der Freiheit eines Christenmenschen“.
Das Schwergewicht des Aufstandes im Gebiet lag zwischen Saalfeld und Neustadt/Orla. Am 28. April 1525 wurde das Benediktinerkloster in Saalfeld gestürmt und geplündert. Nachdem der Aufstand brutal niedergeschlagen wurde, mussten von jedem beteiligten Dorf pro Haus 10 Gulden Strafe gezahlt werden.
Schmalkaldischer Krieg 1546–1547
Der Schmalkaldische Krieg war der erste Glaubenskrieg zwischen der alten, alles umfassenden katholischen Lehre und dem neuen Bekenntnis. Dahinter stand außerdem der alte Gegensatz von Kaisermacht und dem Streben nach Selbstständigkeit der einzelnen Landesfürsten.
Die Kämpfe dauerten zwei Jahre und am Ende gab es keinen wirklichen Sieger.
Lutheraner und Katholiken sollten fortan gleichberechtigt nebeneinander leben. Der Landesfürst bestimmte über die Religion seiner Untertanen.
Der Lehnsherr Ewalt von Brandenstein kämpfte zusammen mit 13 für das Militär abgestellten Kleinkamsdorfer Bauern auf der Seite der Lutheraner.
Wechselnde Zugehörigkeit
1548 beschwerten sich die Kamsdorfer Bauern beim ernestinischen Herzog über ihren Gerichts- und Grundherren, Ewalt von Brandenstein, und ihre soziale Lage, „sie hätten eineinviertel Meile bis zum Fronacker, wenn sie sich versäumten, würden sie bestraft.“ Der Streit gipfelte darin, dass sich die Bauern der Verpflichtung gegen ihren Grundherren entziehen wollten, ansonsten drohten sie mit Abwanderung. Im Prozess wurden sie als „aufrührerische Untertanen“ bezeichnet und verloren dementsprechend. Wenn man den Registereintragungen von 1583 nachgeht, finden sich auch tatsächlich von den zwischen 1531 und 1548 genannten neun bäuerlichen Familiennamen nur noch 3 wieder.
Durch ihren Ungehorsam und die zunehmende Verschuldung der von Brandensteins bezogen 1572 die Breitenbauchs das Schloss. Nachdem sich auch unter ihnen keine Besserung der Situation ergab, erfolgte 1574 die Einziehung zum Amt Arnshaugk und somit zu Kursachsen.
Dreißigjähriger Krieg 1618–1648

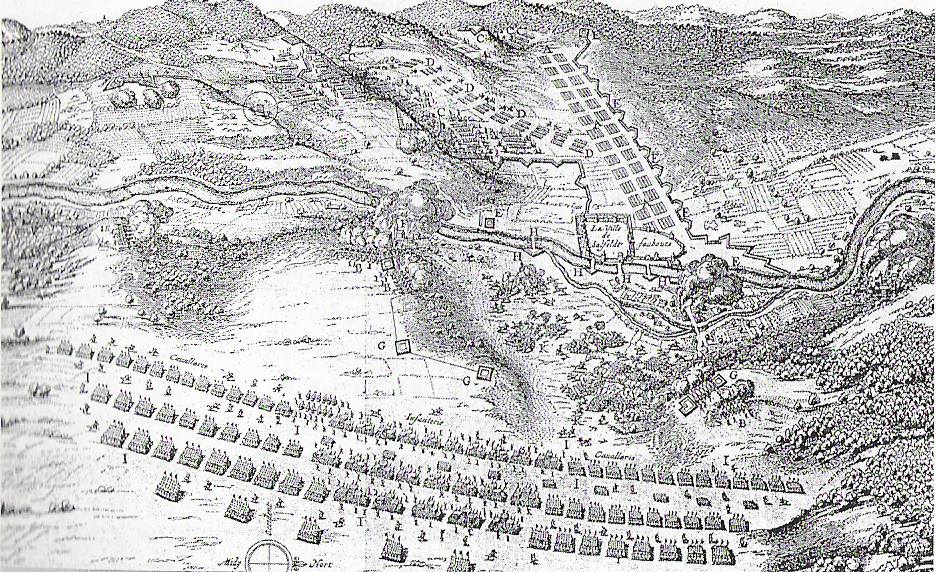
Die Armeen bei Saalfeld im Mai 1640

Der Dreißigjährige Krieg war zunächst ein Kampf zwischen der evangelischen und der katholischen Fürstenpartei Deutschlands. Wie im Schmalkaldischen Krieg ging es auch um Fragen der Politik, um Kaisermacht und Selbstständigkeit der Fürsten.
Im Jahr 1629 kam der Krieg auch in die kursächsischen Orte Groß- und Kleinkamsdorf sowie Goßwitz. Auch das loyale Verhalten Kursachsens gegenüber dem Kaiser half ihnen nichts.
„Vom 18. bis 20. August 1629 haben ........ 9 Kompanien Aldringersche Reiter und 1 Kompanie Fußvolk übel gehaust. Sie hatten an die 2.000 Pferde bei sich. Das Getreide haben sie ausgedroschen, teils den Pferden gegeben und, was sie nicht mit fortbringen konnten, in die Mistpfützen gestreut.“ Durch die dreitägige Einquartierung und das anschließende Vernichten der Ernte waren die Bauern schließlich am Rande der Existenz. Nicht jeder sah diesen Untaten hilflos zu. Ein Großkamsdorfer Bauer widersetzte sich den Angreifern, der allerdings „nach hizigen Streit mit Aldringern darniedergehawen und bald hernach gestorben“ ist.
Das Jahr 1640 bildete den Höhepunkt für das Leiden der Bevölkerung des Gebietes Amt Arnshaugk sowie der Herrschaft Ranis.
„Fast die gesamten kaiserlichen und schwedischen Streitkräfte mit ihrem Tross (130.000 – 140.000 Mann) lagen sich bei Saalfeld gegenüber. Die Quellen (Chronik der Stadt Saalfeld) sprechen von 42.000 Kaiserlichen, die am 26. April 1640 mit 104 Regimentern unter dem Befehl Piccolominis eintrafen, und von 22 Brigaden schwedenbündischer Truppen mit etwa 38.000 – 40.000 Mann unter Führung von General Baner“.
Die kaiserlichen Truppen verschanzten sich mehr nach dem Wittmannsgereuther und Arnsgereuther Tale, während die Schweden ab dem 11. Mai auf dem Roten Berg lagerten. In der Zeit vom 1. bis 3. Juni zogen die schwedischen Truppen mit ihrem Tross über Kleinkamsdorf, Großkamsdorf, Könitz, Ranis, Pößneck, Neustadt und Jena nach Erfurt. Bei ihrem Abzug zerstörten die Truppen diese Orte fast vollständig. „In Kleinkamsdorf ist von der Hälfte aller Bauerngüter und Kleinhäuser alles an Gebäuden eingerissen und weggeführt worden, dass nicht das geringste Mäuerlein stehen geblieben ist. Von den übrigen Gütern war nur noch ein Unterschlupf für den Rest der Bewohner vorhanden. Ähnlich war es in den nächstgelegenen Dörfern.“
Immer wieder kam es in den Folgejahren zu Durchmärschen, verbunden mit Einquartierungen und Plünderungen.
Erst 1648, mit dem Westfälischen Frieden, wurde der Krieg beendet und die entvölkerte und verwüstete Region konnte sich wieder erholen.
Wiederaufbau und neue Zuordnung
Von da an erfolgten weitreichende Dorferneuerungen, insbesondere in der Verwaltung und der Gerichtsbarkeit. Die „Gemeinde Articul zu Grossen Camsdorff“ aus dem Jahre 1698 enthielten 19 Artikel, die die Beziehungen der Dorfbewohner untereinander regeln sollten. Es wurden ein konkretes Strafmaß und Drohungen ausgegeben, wenn sie sich nicht darin hielten.
Im Jahr 1657 entstand das Herzogtum Sachsen-Zeitz, welches das Amt Arnshaugk mit der Exklave Kamsdorf übernahm. Nach dem Tod des Herzogs Moritz Wilhelm 1718 fiel das Fürstentum zurück an Kursachsen.
Siebenjähriger Krieg 1756–1763
Während der Zeit des Siebenjährigen Krieges blieb auch Kamsdorf nicht von Zusammenstößen, Truppendurchmärschen und Einquartierungen verschont. Ständige Lieferungen von Lebensmitteln und Geld an das Militär und die Einquartierungen führten dazu, dass der Preis für Nahrungsmittel enorm anstieg und die Bevölkerung völlig verarmte.
Nach Abschluss des Friedens wurde in den Orten des Kurfürstentums Sachsen am 21. März 1763 ein Friedensdankfest gefeiert.
Napoleonische Kriege 1806–1815
Im Jahre 1806 wurde Kamsdorf wieder vom Krieg heimgesucht. Am 10. Oktober trafen 14.000 Franzosen im Gefecht bei Saalfeld auf lediglich 9000 preußische und sächsische Soldaten. Nachdem etwa 1700 von ihnen, darunter auch der Befehlshaber Prinz Louis Ferdinand von Preußen, gefallen waren, mussten die Preußen den Rückzug antreten.
In den folgenden Jahren hatte Kamsdorf sehr unter der französischen Besatzung zu leiden. Es kam zu Einquartierungen, Spanndienste mussten geleistet werden, Getreide, Vieh und Futter wurden an die Armee abgeliefert.
Nach dem Wiener Kongress 1815 ging Kamsdorf als Exklave, eingeschlossen von Gebietsteilen des Fürstentums Schwarzburg-Rudolstadt (im Osten, Süden und Westen) und des Herzogtums Sachsen-Meiningen (im Norden), in den Besitz des Königreichs Preußen über, welches schnell großes Interesse an den hiesigen Erzvorkommen bekundete.

### Der Erste Weltkrieg 1914–1918
Am 1. August 1914 begann auch für Kamsdorf der Erste Weltkrieg, und auch hier hatte er weitreichende Folgen. Alle kriegstauglichen Männer wurden eingezogen. Nach der anfänglichen Welle nationaler Begeisterung zwang die Kriegslage bereits 1915 die Bevölkerung zu drastischen Einschränkungen in allen Lebenslagen. Lebensmittel und Gebrauchsgüter wurden rationalisiert. Es gab Brot-, Butter-, Fleisch-, Zucker- sowie Kleidungskarten.
Da nahezu alle männlichen Arbeitskräfte an der Front kämpften, wurden seit 1916 zunehmend Frauen in der Industrie und in anderen Bereichen eingesetzt. Auch in der Maxhütte in Unterwellenborn mangelte es an qualifizierten Arbeitskräften. Die Kriegsgefangenen, überwiegend französischer und russischer Herkunft, wurden im Walzwerk eingesetzt. Ein Denkmal neben der Kirche in Kleinkamsdorf erinnert heute an die Kriegsopfer des Ortes. Nach der Novemberrevolution entstand im Landkreis Ziegenrück der Amtsbezirk Kamsdorf, der aus Groß- und Kleinkamsdorf sowie Goßwitz und dem bis 1866 zum Königreich Bayern angehörigen Kaulsdorf bestand.

### Der Zweite Weltkrieg 1939–1945
Auch im Zweiten Weltkrieg wurden Kamsdorfer Männer an die Front abberufen. Täglich wurden Kriegsgefangene nach Kamsdorf gebracht, um die Feldarbeit zu verrichten. Schulkinder mussten Heilkräuter sammeln, Frauen die umliegenden Felder von Ungeziefer befreien.
1551 Zwangsarbeiter, vorwiegend aus Polen und der Sowjetunion, mussten für einen Sonderbaustab der Organisation Todt in den Gruben der Maximilianshütte Unterwellenborn und in den Ausbaustollen der REIMAHG Zwangsarbeit verrichten. Auf dem Friedhof der Gemeinde erinnert heute ein Gedenkstein an zwölf Opfer der Zwangsarbeit.
Die erste Bombe fiel damals in den Garten der damaligen Bäckerei und riss einen riesigen Krater in das Grundstück. Ein weiterer Bombenabwurf erfolgt in der Nähe des ehemaligen Jugenddorfes. Wie Zeitzeugen berichten, wurde daraufhin an der Stelle eine Flakeinheit stationiert. Irrlichter, vermutlich mit Öl betrieben, wurden auf dem Roten Berg aufgebaut, um Piloten von der Maxhütte abzulenken.
Am 11. April 1945 erfolgte die Bewaffnung des Volkssturmes in Kamsdorf. 150 ältere Männer und Kinder sollten die aus Richtung Kaulsdorf kommenden US-Truppen aufhalten, was sich als unmöglich herausstellte. Zwei Tage später löste man die Einheiten des Volkssturmes auf, die verbliebenen etwa 100 Mann kamen in der Nähe von Schleiz in Kriegsgefangenschaft.
Am 14. April zogen die US-Truppen in Kamsdorf ein, für ihre Unterbringung mussten viele Familien ihre Wohnungen verlassen, alle Waffen wurden der Bevölkerung abgenommen.
Anfang Juli 1945 zogen die US-Soldaten ab und die Rote Armee besetzte Kamsdorf.

### Von 1945 bis heute
Mit der Eingliederung des Regierungsbezirkes Erfurt in das Land Thüringen wechselten beide Teile Kamsdorfs 1945 die Landeszugehörigkeit und traten außerdem zum Landkreis Saalfeld. Am 1. Juli 1950 erfolgte die Zusammenlegung der beiden heutigen Ortsteile zu Kamsdorf, nach der Schaffung der Bezirke 1952 die Zuordnung zum Bezirk Gera. Seit der Neugründung des Freistaates Thüringen 1990 ist Kamsdorf dessen Teil. Am 6. Mai 1990 fand die erste demokratische Wahl des Gemeinderates statt, 1994 erfolgte im Zuge der umfassenden Kreisreform von 1994 die Zuordnung zum neuen Landkreis Saalfeld-Rudolstadt. Am 12. Juni 1994 folgte die erste Direktwahl des Bürgermeisters.
1999 fand eine große Festwoche zum 650-jährigen Bestehen des Ortsteils Kleinkamsdorf statt.
Am 6. Juli 2018 wurde Kamsdorf in die Gemeinde Unterwellenborn eingegliedert.

### Religion

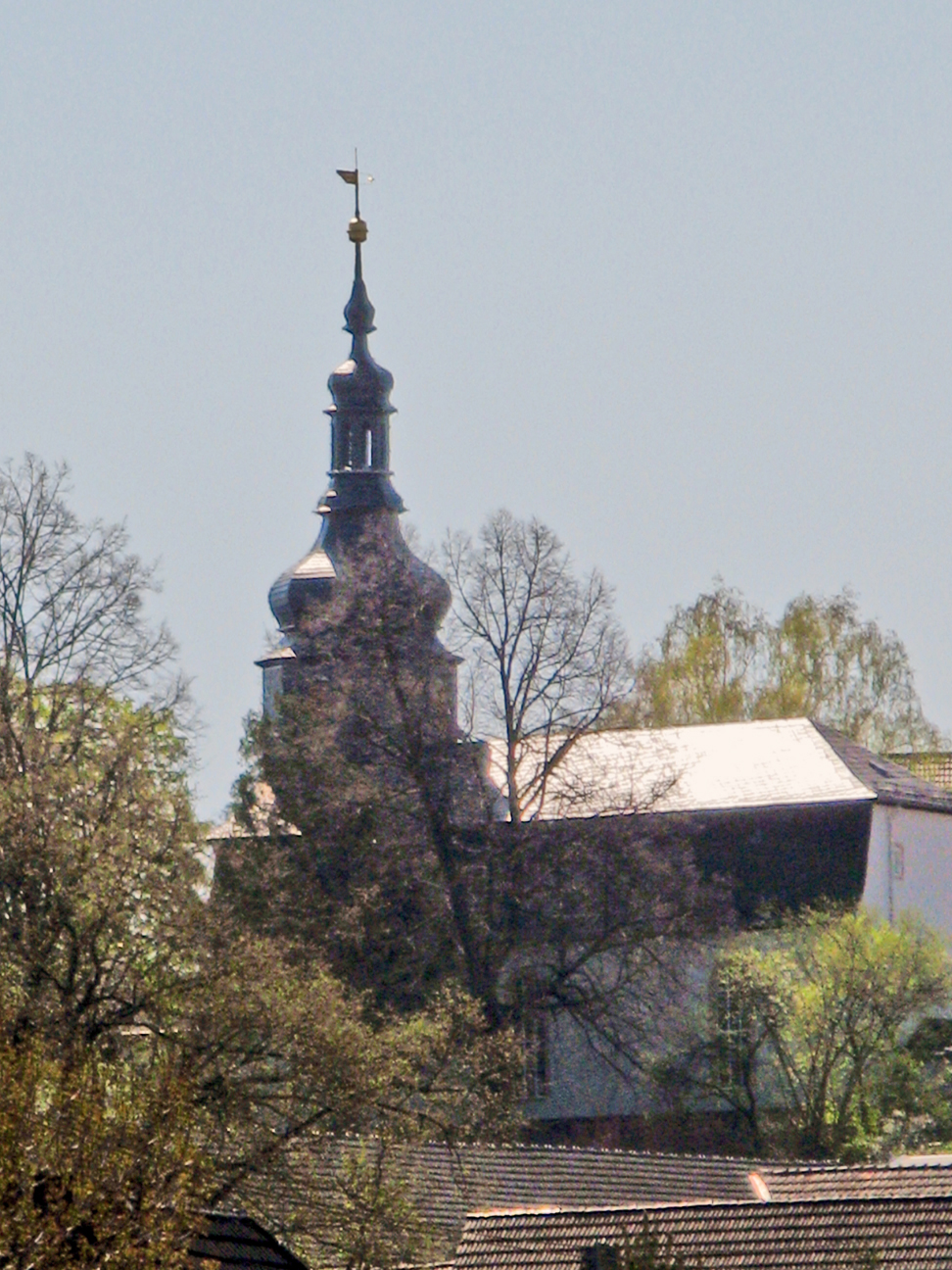
St.-Peter-und-Paul-Kirche Großkamsdorf

Aufzeichnungen über den ersten Kirchenbau in Kamsdorf sind nicht bekannt, man kann aber davon ausgehen, dass schon vor der Reformation eine Kirche in Kleinkamsdorf stand. Um 1500 gehörten Groß- und Kleinkamsdorf sowie Goßwitz zur Pfarre „Wellenborn“, diese zum Dekanat Remda, welches dem Archidiakonat Erfurt unterstand, das seinerseits dem Bereich der Erzdiözese Mainz angehörte. Betreut wurden sie von einem Vikar aus der Pfarrei Unterwellenborn.
Der Übergang zur evangelisch-lutherischen Lehre erfolgte durch drei reformatorische Kirchenvisitationen:
- Über die erste Kirchenvisitation ist nicht viel bekannt, außer dass sie im Jahre 1527 stattfand und Ewalt von Brandenstein maßgeblich daran beteiligt war.
- Im Jahre 1529 fand die zweite Kirchenvisitation statt, in der die Pfarre Unterwellenborn reformiert wurde. Die drei Gemeinden erhielten einen Geistlichen und den Auftrag, für dessen Unterhalt selbst zu sorgen.
- Von 1533 bis 1536 begann die dritte und letzte Kirchenvisitation. Die drei Gemeinden wurden von der Pfarre Wellenborn getrennt, sodass Großkamsdorf ab 1534 ein selbstständiges Kirchenspiel betrieb.

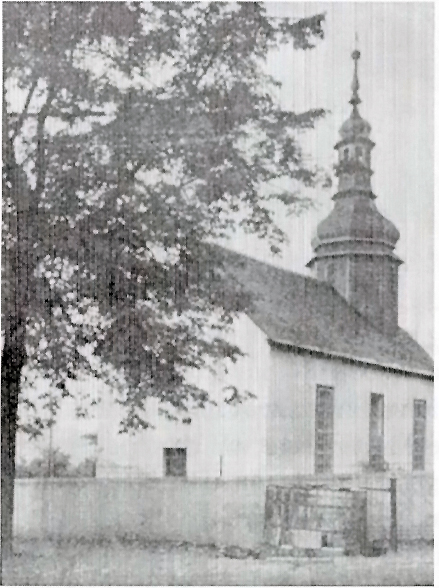
Martinskirche in Kleinkamsdorf um 1900

Der erste evangelische Pfarrer war Matthias Rockenfuß, der 1534 nach Kamsdorf bestellt wurde und sein Amt bis 1546 ausführte. Sein Nachfolger war Hoseas Aquila, der bis 1596 die Kirche leitete. Er starb am 7. September 1597 an der Pest.

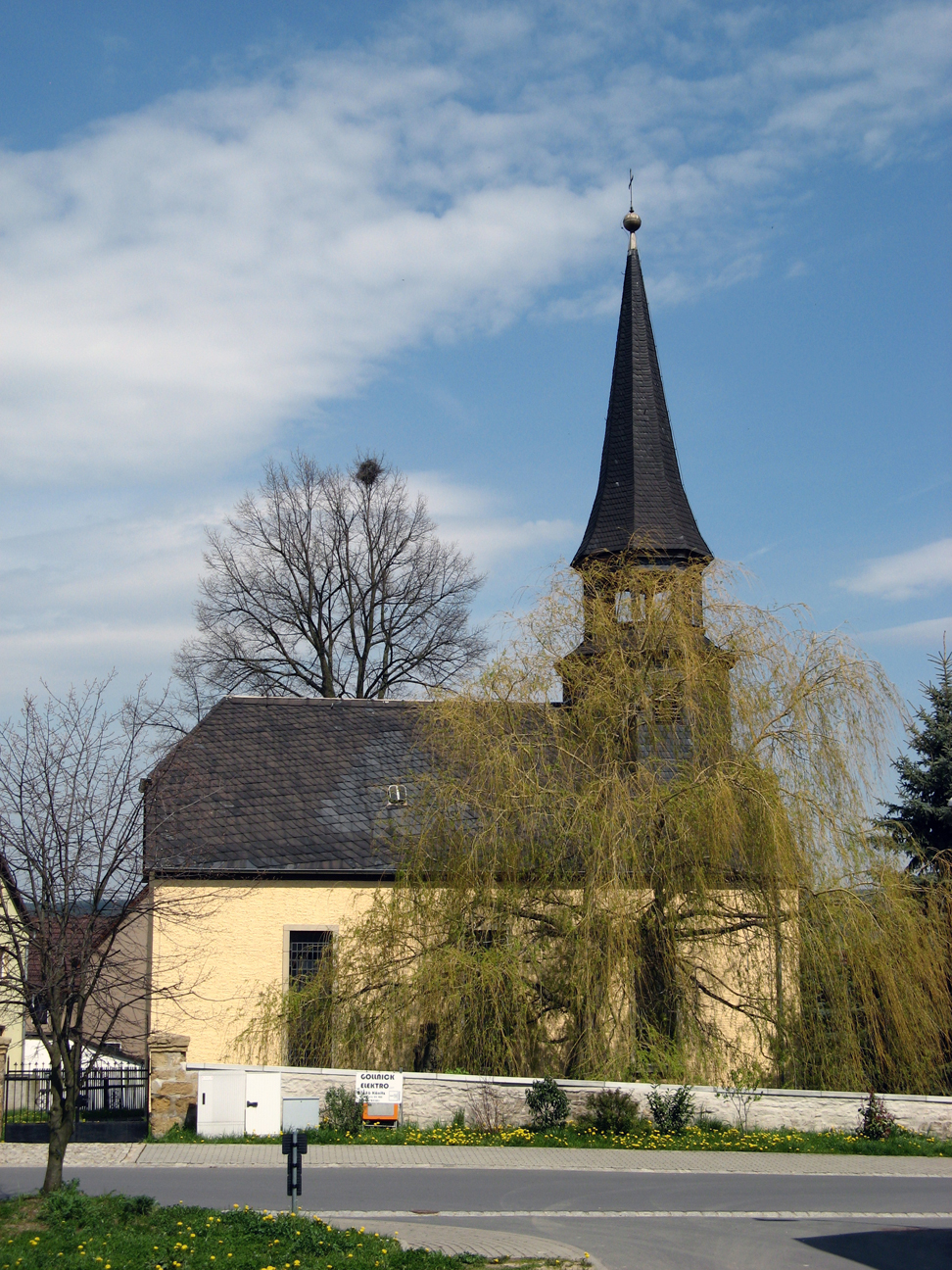
Martinskirche Kleinkamsdorf

Während des Dreißigjährigen Krieges wurden die Kirchengebäude und das Pfarrhaus von Soldaten geplündert und zerstört. Eine Pfarrmatrikel von 1644 beschreibt: „Das alte Pfarr Hauß ist im Saalfeldischen Lager Anno 1640 gantz ruinieret Und in den grund Verderbet worden.“
Die Kirchen Kamsdorfs waren ohne jegliches Inventar, nicht einmal die nötigsten Gebrauchsgegenstände zur Durchführung des Gottesdienstes waren vorhanden. Die Kleinkamsdorfer versuchten die Kirche wieder instand zu setzen, 1663 wurden alle drei Kirchen sowie das Pfarr- und das Schulhaus komplett renoviert.
Nach dem Übergang der Exklave Kamsdorf 1815 wurde es für den damaligen Pfarrer schwierig. Politisch gehörte Kamsdorf zu Preußen, kirchlich immer noch zu Saalfeld. Am 10. Oktober 1835 einigte man sich darauf, auch die kirchlichen Hoheitsrechte an Preußen zu übertragen. Am 12. Mai 1939 wurde die Kleinkamsdorfer Kirche durch einen Blitzschlag fast vollständig zerstört. Bedingt durch den Zweiten Weltkrieg verzögerte sich der Neuaufbau bis 1952. Am 10. Oktober 1953 konnte die Einweihung gefeiert werden.
Am 25. Juni 2006 wurde sie von Frau Oberkirchenrätin Marita Krüger auf den Namen des heiligen Martin von Tours geweiht.
Die Kirchengemeinde gehört heute zur Superintendentur Saalfeld/Rudolstadt der Evangelisch-Lutherischen Landeskirche Thüringen mit Sitz in Eisenach.
Vorsitzende der Kirchgemeinde ist seit dem 3. Oktober 2010 Frau Pastorin Katarina Schubert.

### Einwohnerzahlen
| Jahr      | 1994 | 1995 | 1996 | 1997 | 1998 | 1999 | 2000 | 2001 | 2002 | 2003 | 2004 | 2005 | 2006 | 2007 | 2008 | 2009 | 2010 | 2011 | 2012 | 2013 | 2014 | 2015 | 2016 |
| Einwohner | 3132 | 3156 | 3119 | 3088 | 3081 | 3040 | 2991 | 2995 | 3024 | 2988 | 2961 | 2953 | 2999 | 2899 | 2891 | 2885 | 2854 | 2710 | 2703 | 2705 | 2676 | 2657 | 2653 |

Kamsdorf galt vor der Wende als eine der größten Landgemeinden im Bezirk Gera. Auch nach der Wiedervereinigung blieb die Einwohnerzahl relativ konstant und stieg sogar durch Zuwanderungen aus den größeren umliegenden Städten bis 1995 weiter an. Eine ruhige Lage, das recht hohe Ansehen Kamsdorfs und der schnell fortschreitende Aus- und Neubau der Infrastruktur waren die Hauptanziehungspunkte. Danach stagnierte die Bevölkerungszahl und lag gleichbleibend (und regional vergleichsweise hoch) bei ca. 3.000 Einwohnern. Seit 2007 sinkt sie wieder.

## Politik

### Ehemaliger Bürgermeister
Der hauptamtliche Bürgermeister Werner Groll wurde am 29. Juni 2003 gewählt. Zuvor hatte das Thüringer Oberverwaltungsgericht am 15. April 2003 die Wahl vom 14. Mai 2000 für ungültig erklärt, weil der damalige Bürgermeister rechtswidrig im amtlichen Teil des Amtsblatts eine Anzeige für seine Wiederwahl geschaltet hatte.
Am 8. Dezember 2008 wurde der Gemeinde Kamsdorf vom Thüringer Landesverwaltungsamt eine Ausnahmegenehmigung erteilt, durch welche die Wahl eines hauptamtlichen Bürgermeisters für die nächste Wahlperiode 2009–2015 ermöglicht wird. Somit wird die Selbstständigkeit von Kamsdorf gewahrt, da sich Gemeinden mit weniger als 3.000 Einwohnern üblicherweise zu größeren Einheiten zusammenschließen müssen.
Bei der erneuten Wahl am 7. Juni 2009 wurde Bürgermeister Werner Groll mit absoluter Mehrheit wiedergewählt.
Zum 6. Juli 2018 wurde die Kamsdorf zu Unterwellenborn eingemeindet.

### Wappen
Das Wappen wurde am 4. Januar 1993 genehmigt.
Blasonierung: „In Silber über einem mit einer silbernen Ähre mit gekreuztem Schlägel und Eisen belegten roten Berg schwebend ein rechtsgewendeter rot bewehrter schwarzer Adler.“
Der Adler ist Sinnbild für die Zugehörigkeit zu Preußen von 1815 bis nach dem Zweiten Weltkrieg. Schlägel und Eisen stehen für die lange Bergbautradition, die Ähre für die Landwirtschaft in und um Kamsdorf. Der „Rote Berg“ ist eine markante und gleichzeitig die höchste Erhebung der Gemeinde.

### Partnerschaft
Am 26. März 1993 wurde die Partnerschaft mit der Gemeinde Unterföhring in Bayern unterzeichnet.

## Verkehr
Kamsdorf ist über mehrere Landesstraßen mit den wichtigsten Bundesstraßen der Region verbunden. So führt die südwestlich gelegene L 1106 nach Kaulsdorf und dort auf die B85. Ebenfalls führt diese Landesstraße in nordöstlicher Richtung nach Könitz.
Im Norden gibt es mit der L 1105 die Verbindung nach Unterwellenborn. Kamsdorf besitzt, im Zuge der Ortsumgehung Unterwellenborn, zwei unmittelbare Auf-/Abfahrten zur B281, die auch die Verbindung zur A9 darstellt.
2007 wurde in Kamsdorf eine Ortsumfahrung für den Straßenverkehr freigegeben. Ein Kreisverkehr am östlichen Ortsrand verbindet die Straßen nach Unterwellenborn, Kaulsdorf, Könitz und Goßwitz.

## Söhne und Töchter (Auswahl)
- Ernst Friedrich Wilhelm Lindig (1779–1852), Bergbaupionier
- Horst Steeger (* 1932), Wirtschaftswissenschaftler